# 天主教納塔爾總教區
天主教納塔爾總教區（拉丁語：Archidioecesis Natalensis）是羅馬天主教在巴西的一個教省總教區，下轄兩個教區。
總教區包括北大河州東北部，2004年有教友1,627,542人，佔轄區總人口84.6%。教區下轄六十七個堂區，有118名司鐸。現任教區總主教為海梅·維埃拉·羅格。
1909年12月29日建立教區，屬薩爾瓦多總教區。1952年2月16日升為總教區。